# Амбросий Благосклонный
Амвро́сий Благоскло́нный (Амбросий Прихильный, Амброзий Зичливый) (настоящее имя — Ваберене Нутклаус, лат. Vaberene Nutclauss; год рождения неизвестен — умер в 1641) — польский архитектор, итальянец по происхождению. Работал в основном во Львове.
С 1591 — цехмистр цеха строителей во Львове. В 1592 году получил право гражданина Львова. В 1588 был подмастерьем у П. Барбона. В своей архитектуре Амброзий Благосклонный использовал формы итальянского возрождения в объединении с местными архитектурными традициями.
Принимал участие в построении синагоги Золотой Розы (1582), замка Острожских (1584—1589) в Старом Селе (теперь Пустомытовского района Львовской области). После смерти Павла Римлянина в 1598—1631 (по другим данным, в 1598—1629) Амбозий заканчивал (вместе с В. Купиносом) строительство Успенской церкви и костёла бернардинцев (1618—1630) в Львове. Проводил сооружение домов Львовского братства, собственного дома (теперь ул. Староеврейская, 34 во Львове), костёла Святого Лазаря (при котором основал военный госпиталь, строил в 1620—1640, в соавторстве с Я. Боне), городской костёл (1604—1618) с колокольней (вместе с Павлом Счастливым).
В завещании всё своё имущество передал на строительство монастыря и костёла Святого Лазаря во Львове. Был похоронен в крипте костёла Святого Лазаря при госпитале.